# Artediellus uncinatus
Artediellus uncinatus es una especie de pez del género Artediellus, familia Cottidae. Fue descrita científicamente por Reinhardt en 1834.
Se distribuye por el Atlántico Noroccidental: en Canadá, al sur de Cabo Cod en Massachusetts, EE. UU.; alrededor de Groenlandia. También en Alaska hacia el oeste hasta Punta Barrow. La longitud total (TL) es de 10 centímetros. Se alimenta de invertebrados. Puede alcanzar los 598 metros de profundidad.
Está clasificada como una especie marina inofensiva para el ser humano.